# لويجي دي أغوستيني
لويجي دي أغوستيني (بالإيطالية: Luigi De Agostini)‏، (أوديني، 7 ابريل 1961)، لاعب كرة قدم إيطالي سابق.
بدأ مسيرته الكروية في عام 1978 مع نادي أودينيزي، ولعب معهم حتى عام 1982، وشارك معهم في 7 مباريات، وقد أعير في تلك الفترة في عام 1981 إلى نادي ترينتو، ولعب معهم 28 مباراة وسجل 3 أهداف، وفي موسم 1982/1983 انتقل إلى نادي كاتانزارو، ولعب معهم 24 مباراة وسجل 4 أهداف، وفي عام 1983 انتقل إلى نادي أودينيزي، ولعب معهم حتى عام 1986، وشارك معهم في 80 مباراة وسجل 3 أهداف، وفي موسم 1986/1987 انتقل إلى نادي فيرونا، ولعب معهم 30 مباراة وسجل 3 أهداف، وفي عام 1987 انتقل إلى نادي يوفنتوس، ولعب معهم حتى عام 1992، وقد شارك معهم في 146 مباراة وسجل 20 هدف، وفي موسم 1992/1993 انتقل إلى نادي إنتر ميلان، ولعب معهم 31 مباراة وسجل هدف واحد، وفي عام 1993 انتقل إلى نادي ريجيانا، ولعب معهم حتى عام 1995، وشارك معهم في 61 مباراة وسجل هدفين.
و قد لعب مع منتخب إيطاليا لكرة القدم بين عامي 1987 و1991، وقد لعب معهم 36 مباراة وسجل 4 أهداف.

## روابط خارجية
- لويجي دي أغوستيني على موقع الاتحاد الدولي (مؤرشف)  (الإنجليزية)
- لويجي دي أغوستيني على موقع الاتحاد الأوربي (الإنجليزية)
- لويجي دي أغوستيني على موقع قاعدة بيانات كرة القدم.إي يو (الإنجليزية)
- لويجي دي أغوستيني على موقع ناشيونال فوتبول تيمز (الإنجليزية)
- لويجي دي أغوستيني على موقع عالم كرة القدم.نت (الإنجليزية)
- لويجي دي أغوستيني على موقع أوليمبيديا (الإنجليزية)